# سانلوري
سانلوري، (بالإنجليزية: Sanluri)‏، (سردينيا: سيدوري)، (لاتينية: سولوريوم)، هي بلدية، في سردينيا، إيطاليا. أصبحت جزءًا من مقاطعة جنوب سردينيا، بعد إنشاء تلك الوحدة المحلية في عام 2016. تتكون أراضي سانلوري من مساحة 84.16 كيلومتر مربع (32.49 ميل مربع).

## السكان
في سنة 1861 بلغ عدد السكان 4٬199 نسمة، وتطور العدد ليصل في سنة 2011 لـ 8٬460 نسمة.
يظهر هذا المخطط البياني تطور النمو السكاني لـ سانلوري